# Восьмичасовой рабочий день
Восьмичасовой рабочий день — ключевое положение трудового законодательства, реализованное в большинстве развитых стран. Одно из ранних требований движения рабочих. Впервые сформулировано английским предпринимателем Робертом Оуэном в 1817 году в виде слогана: «Восемь часов — труд. Восемь часов — отдых. Восемь часов — сон» (правило 8/8/8). Восьмичасовой рабочий день предполагает рабочие часы без учёта перерывов максимум восемь часов в день. Первой страной, законодательно установившей восьмичасовой рабочий день (при шестидневной рабочей неделе) для любых профессий, стал Уругвай.

## История

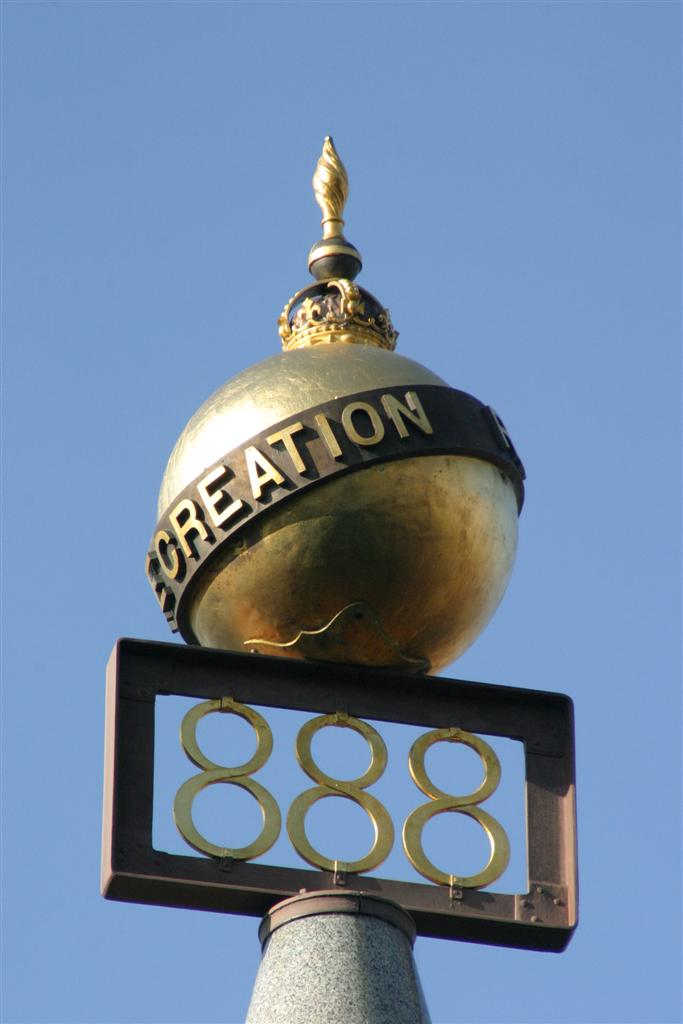
Памятник в честь 8-часовой работе, 8-часовому восстановлению, 8-часовому отдыху. Мельбурн (Австралия)

На взрослых мужчин ограничения продолжительности рабочего дня, регламентация условий труда за редчайшими исключениями не распространялись до начала XX века. На волне чартистского движения в Великобритании (1830—1840-е годы) постепенно общераспространённым стало требование о законодательном сокращении рабочего дня, установлении предельной продолжительности рабочей недели, введение обязательного отдыха. Наиболее радикальным в этом отношении стало организованное рабочее движение в США, где всеобщий рабочий конгресс в Балтиморе (1866) выдвинул идею об обязательном 8-часовом рабочем дне. Впервые общегосударственная норма продолжительности рабочего дня (10 часов для столицы, 11 часов — для провинций) была установлена во Франции в ходе Второй революции (закон 2 марта 1848 года). Однако после её поражения, уже в сентябре эта продолжительность была увеличена до 12 часов. Ограничение рабочего времени пределами, дающими возможность для ежедневного отдыха и хотя бы относительного досуга, пробивалось в законодательстве с трудом, первоначально распространяясь на рабочих наиболее тяжёлых или особо ответственных профессий (в США — 1905 год для подземных работ, в Великобритании — для шахтёров и т. п.).
В Австралии в 1856 году каменщики добились для себя 8 часового рабочего дня, правда с соответствующим снижением зарплаты, а также в некоторых штатах США (Пенсильвания — 1866, Калифорния — 1868). В 1868 году в США был законом установлен 8-часовой рабочий день для служащих и рабочих государственных предприятий. Однако и в этих странах судебная практика нередко становилась на сторону предпринимателей в спорах о возможности вообще регламентировать продолжительность рабочего дня.
В 1866 году Маркс и Энгельс на конгрессе Международного товарищества трудящихся призвали к введению восьмичасового рабочего дня.
Массовое рабочее выступление за восьмичасовой рабочий день впервые произошло 1 мая 1886 года в США, когда чикагские рабочие организовали массовую забастовку с требованием восьмичасового рабочего дня. Условия труда тогда были тяжёлыми: низкая заработная плата, продолжительность рабочего дня в 12—15 часов, использование детского труда, отсутствие социальных гарантий. В забастовке участвовало 350 тысяч американских рабочих, в том числе в Нью-Йорке 10 тысяч, в Детройте 11 тысяч, центром сопротивления стал Чикаго, в котором в забастовке участвовало около 40 тысяч рабочих. В историографию это событие вошло как Бунт на Хеймаркет. Волна забастовок накрыла страну, по которой распевали «Восьмичасовую песню»:

Мы хотим этот мир переделать,
Надоел рабский труд за гроши,
Мы устали корпеть и ни часу
Не иметь для себя, для души.
Мы хотим любоваться солнцем
И вдыхать ароматы цветов.
И мы знаем: сам Бог повелел нам
Трудиться восемь часов.
Оригинальный текст (англ.)We mean to make things over, we are tired of toil for naught,
With but bare enough to live upon, and never an hour for thought;
We want to feel the sunshine, and we want to smell the flowers,
We are sure that God has will'd it, and we mean to have eight hours.

В 1888 году Эрнст Карл Аббе, собственник завода Carl Zeiss, установил 8-часовой рабочий день, двенадцатидневный ежегодный отпуск, пенсионное обеспечение и т. д. Каждый служащий, от директора (самого Аббе) до рабочего, получал заработную плату и долю в прибыли, соответствующую его годичному заработку, причём максимальный оклад любого сотрудника не должен был превышать минимальный более чем в десять раз.

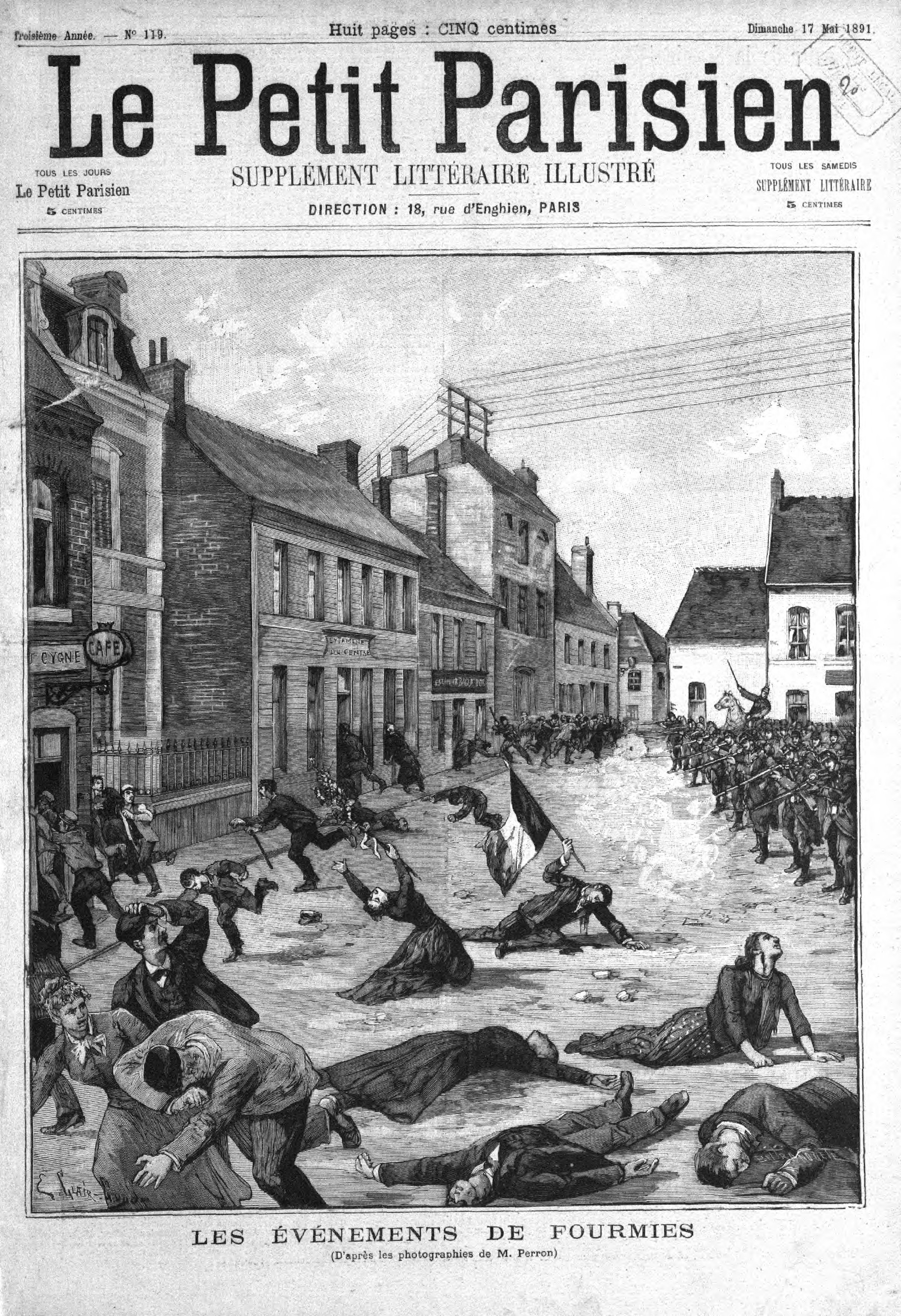
Расстрел в Фурми. Обложка «Le Petit Parisien» от 17 мая 1891 года

Во французской Фурми на текстильных фабриках трудились работники по 12 часов в день 6 дней в неделю за небольшую плату на фоне повышения цен на продукты и жильё. 1 мая 1891 года они вышли на мирную демонстрацию с лозунгом «Нам нужен 8-часовой рабочий день!» (фр. C'est les huit heures qu'il nous faut!). По демонстрации открыли огонь, в результате чего 9 человек погибло, 35 оказалось ранено. Среди убитых была молодая работница Мари Блондо, ставшая символом этих событий. Стрельба в Фурми 1 мая вызвала шквал эмоций по всей Франции. Современные историки считают его одной из главных предпосылок образования партии Французская секция Рабочего Интернационала.
В Российской империи в июле 1897 года в результате забастовок рабочих был издан декрет, ограничивавший рабочий день индустриального пролетариата по всей стране законодательной нормой в 11,5 часа в сутки. К 1900 году средний рабочий день в обрабатывающей промышленности составлял в среднем 11,2 часа, а к 1904 не превышал 63 часов в неделю (без сверхурочных), или 10,5 часа в день. В 1908 году на фабриках Московской губернии средний рабочий день составлял 9,5 часов для взрослых рабочих и 7,5 часов для малолетних.
После Первой мировой войны на волне общей демократизации общественной жизни, разрастания рабочего и социалистического движения, а также ввиду перераспределения рабочих ресурсов в ряде крупных западных стран законодательно был установлен 8-часовой рабочий день для безусловно всех работающих в промышленном производстве и служащих: Германия — 1918 год, Франция — 1919 год, и др. В Великобритании, однако, закон нормировал рабочий день только для шахтёров (1908 год), в США на общефедеральном уровне — только госслужащих (1892 год). В ряде случаев признание 8-часового рабочего дня принимало вид конституционной нормы (Мексиканская конституция 1917 год). Вторая «волна» законодательного закрепления 8-часового рабочего дня пришлась на 1930—1940-е годы. В этот период благоприятные условия труда и отдыха были закреплены не только в законодательстве европейских стран, но и США (1938 год), Китая (1931 год), Японии (1947 год). Однако регламентация рабочего времени приняла и новую форму: закон как правило, устанавливал продолжительность рабочей недели (40 часов во Франции, США), не запрещая сверхурочных часов, которые следовало оплачивать в полуторном или двойном размере. Наряду с этим, законодательство большинства стран сохранило значительные размеры допустимых переработок (до 40-50 дней в расчёте на год). Тем самым практическая продолжительность рабочего дня в крупных западных странах в последние десятилетия XX века достигла 10-10,5 часов. Такое же явление было характерно и для большинства стран Латинской Америки, Африки, Азии. Жёстко ограничивался 8 часами рабочий день только в трудовом праве стран народной демократии, возникших после Второй мировой войны.
Первой в мире страной, закрепившей восьмичасовой рабочий день на конституционном уровне, стала Мексика в феврале 1917 года. Однако мексиканская конституция 1917 года, подобно предыдущим, фиксировала не факты, а стремления, отчего многие пункты статьи 123 об интересах наёмных рабочих остались неисполненными. Следующие поколения мексиканцев боролись за претворение в жизнь статей конституции, поскольку восьмичасовой рабочий день и другие права рабочего класса существовали лишь на бумаге.
После продолжительной борьбы профсоюзов (в том числе посредством забастовок) и других волнений восьмичасовой рабочий день был официально закреплён в Германии только в 1918 году.
В Эфиопии 8-часовой рабочий день был введён после революции 1974 года - сначала на национализированных предприятиях промышленности.
Чрезмерно продолжительный рабочий день одних трудящихся и неполная занятость или частичная безработица других является социальной проблемой.

## В России

### СССР
Согласно принятому 29 октября (11 ноября) 1917 год одним из первых после Октябрьской революции Декрету Совета Народных Комиссаров о восьмичасовом рабочем дне,
Рабочее время, определяемое правилами внутреннего распорядка предприятии …, не должно превышать 8 рабочих часов в сутки и 48 часов в неделю, включая сюда и время, употребляемое на чистку машин и на приведение в порядок рабочего помещения.
В 1928—1933 годах осуществлён переход к 7-часовому рабочему дню и 42-часовой рабочей неделе. В начале 1930-х годов был введён пятидневный рабочий цикл (рабочая пятидневка при шестом выходном дне). Рабочее время в неделю составляло 41 час.
В 1940 году, в связи с начавшейся Второй мировой войной и напряжённой международной обстановкой, вышел указ Президиума Верховного Совета СССР «О переходе на восьмичасовой рабочий день, на семидневную рабочую неделю» (шесть рабочих и один выходной). Рабочая неделя составляла 48 часов.
По окончании послевоенного восстановительного периода в 1956—1960 гг. рабочий день в СССР был вновь сокращен до 7 часов при 6-дневной рабочей неделе, а рабочая неделя — до 42 часов. Затем в 1967 году, к 50-летию Октябрьской революции, был осуществлён переход на пятидневную рабочую неделю с двумя выходными днями при 42-часовой неделе. При этом либо продолжительность рабочего дня немного превышала 8 часов, либо рабочие часы свыше 40 (5 дней по 8 часов) складывались в дополнительный рабочий день — «чёрную субботу».
КЗОТ 1971 года, а затем и Конституция СССР 1977 года, закрепили 41‑часовую рабочую неделю.
Закон РСФСР от 19 апреля 1991 г. «О повышении социальных гарантий для трудящихся» установил продолжительность рабочего времени не более 40 часов в неделю. Данная норма была внесена в ст. 42 гл. IV КЗоТ РФ.

### Современная Россия
В настоящее время (2025 год) в статье 91 действующего Трудового Кодекса РФ, «рабочее время — время, в течение которого работник в соответствии с правилами внутреннего трудового распорядка организации и условиями трудового договора должен исполнять трудовые обязанности, а также иные периоды времени, которые в соответствии с законами и иными нормативными правовыми актами относятся к рабочему времени. Нормальная продолжительность рабочего времени не может превышать 40 часов в неделю».
В ноябре 2010 года комитетом по рынку труда Российского союза промышленников и предпринимателей (РСПП) во главе с Михаилом Прохоровым было предложено ввести 60-часовую рабочую неделю.
11 сентября 2019 года Председатель Правительства РФ Д. А. Медведев, выступая в эфире телеканала «Россия-24», объявил: «Я… подписал поручения о том, что акты Союза ССР и Российской Федеративной Социалистической Республики должны прекратить действие до конца текущего года, точнее, с 1 января следующего». Первым из таких актов был назван декрет Совета народных комиссаров РСФСР от 29.10.1917 «О восьмичасовом рабочем дне». Отвечая на критику, вице-премьер России Константин Чуйченко сказал, что «восьмичасовой рабочий день установлен Трудовым Кодексом Российской Федерации. Мы сам восьмичасовой день не отменяем». Однако, статья 91 Трудового Кодекса говорит, что «Нормальная продолжительность рабочего времени не может превышать 40 часов в неделю», а это вовсе необязательно 8 часов в день. Таким образом, рабочий день может достичь и 10 часов, учитывая продвигаемую Д. А. Медведевым идею о четырёхдневной рабочей неделе.